# کندی باربور
کندی باربور (انگلیسی: Kandi Barbour؛ زاده ۲۸ فوریه ۱۹۵۶ درگذشته ۲۸ فوریه ۲۰۱۲) یک بازیگر پورنوگرافی بود.